# Aldo Lamorte
Aldo Lamorte (Montevideo, 1957.) urugvajski je političar, po zanimanju diplomirani arhitekt. Osnivač je i dugogodišnji predsjednik male konzervativne stranke Građanski savez. Osim u Urugvaju, bio je politički aktivan i u Italiji.
Arhitekturu je studirao i diplomirao na Arhitektonskom fakultetu Republičkog sveučilišta u Montevideu. Završetkom studija, u vrijeme prije izbijanja vojne diktature 1971. godine osniva stranku zajedno sa skupinom stručnjaka koji su se izdvojili i Demokršćanske stranke, koja je bila podlegla krajnje ljevičarskim ideologijama i time prestala zastupati demokršćanstvo.  Lamorte je, uvidjeviši slabu potporu birača, više puta ulazio u savez s Narodnom strankom, ali kako nije mogao prikupiti dovoljno glasova nije ostvario niti jedan mandat u Parlamentu.
Njegova stranka je samostalna izašla na parlamentarne izbore 2004., na kojima je prikupila 4.859 glasova i završila na 6. mjestu bez osvajanja ijednog zastupničkog mjesta u Parlamentu. Nakon toga, stranka je počela redovito djelovati zajedno s Narodnom strankom, pa je tako i s njom izlazila na izbore 2009. i 2014.
Počasni je član ODCA-e odnosno "Demokršćanskog saveza Amerika".

## Vanjske poveznice
- Službene stranice stranke "Građanski savez"  Arhivirana inačica izvorne stranice od 26. travnja 2016. (Wayback Machine) (šp.)
- odca.org.mx - stranice ODCA-e (šp.)